# Konzilgebäude Konstanz

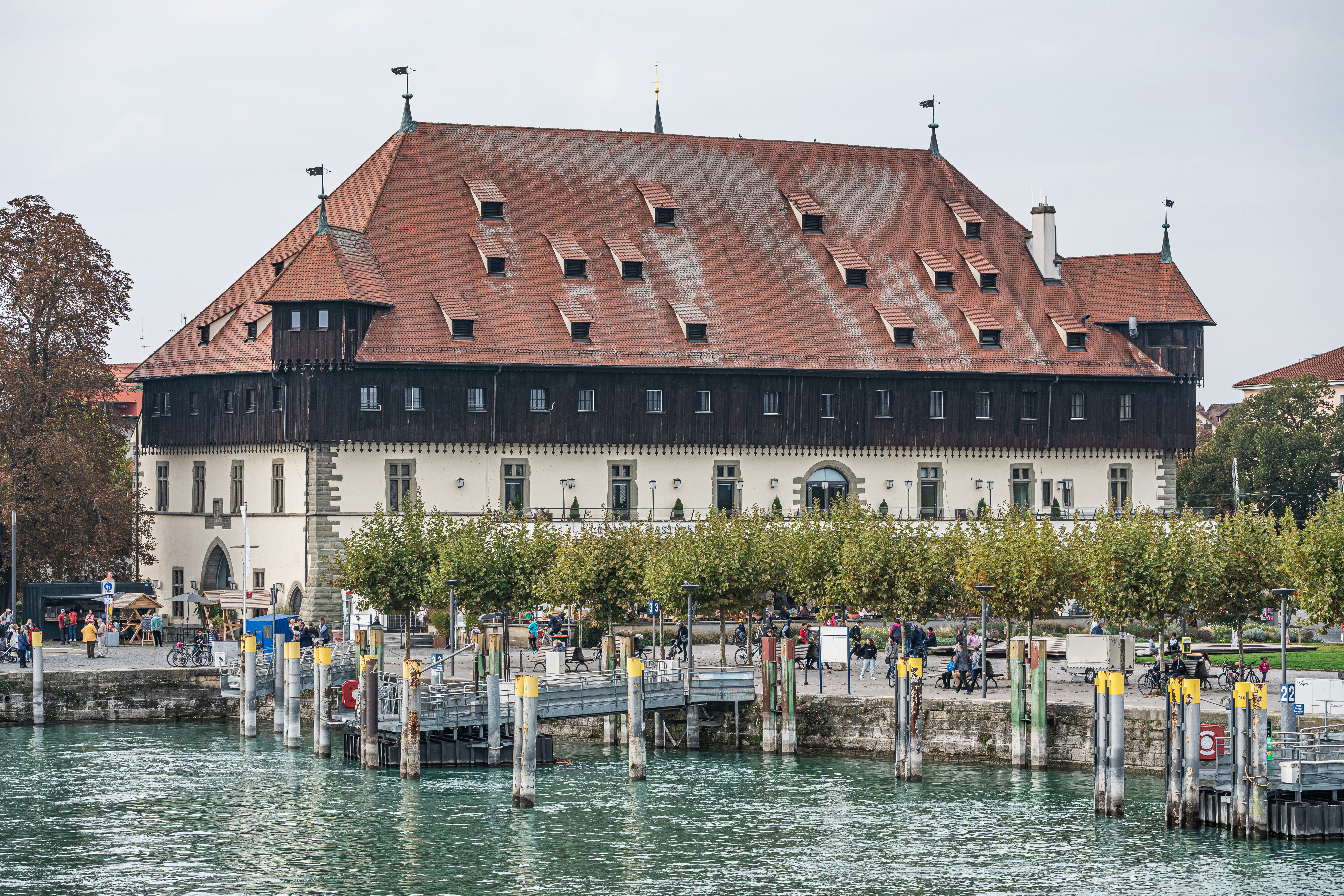
Konzilgebäude Konstanz, Blick vom Hafen

Das Konzilgebäude (eigentlich Kaufhaus) ist eine Sehenswürdigkeit in Konstanz am Ufer des Bodensees. Der dreigeschossige, massive Steinbau mit Walmdach wurde ab 1388 als Warenlager für reisende und ortsansässige Händler errichtet und diente fast 500 Jahre lang als Umschlagplatz für Handelswaren am Konstanzer Hafen. Während des Konstanzer Konzils von 1414 bis 1418 fand im Jahr 1417 das Konklave zur Wahl von Papst Martin V. in diesem geräumigen Bauwerk statt. Es gilt als größter erhaltener mittelalterlicher Profanbau in Süddeutschland und wird seit 1912 als Restaurant, Festsaal und Kongresszentrum genutzt.

## Geschichte

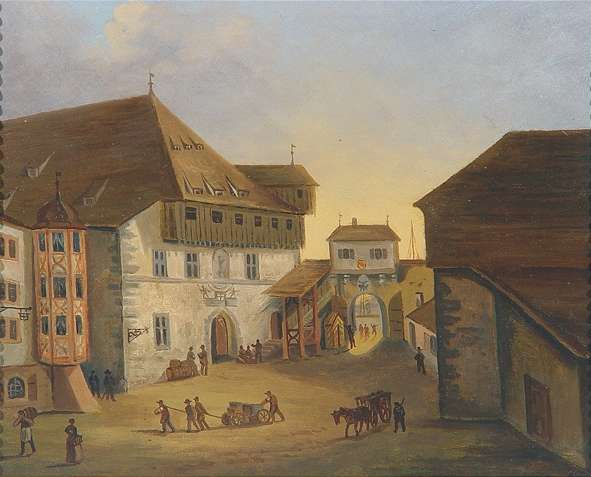
Historische Ansicht (vor 1830) des Konzilgebäudes (hinten links) von der Marktstätte aus gesehen. Die übrigen sichtbaren Gebäude links und rechts sowie das Stadttor zum Hafen bestehen nicht mehr.

### Handelshaus
Der Entschluss zum Bau geht zurück auf den Besuch einer Delegation Mailänder Kaufleute im Jahr 1387. Diese suchten einen Stützpunkt für den Fernhandel, denn Kriege der Schweizer hatten die Süd-Nord-Route über die Alpen verändert.
Über Konstanz lief zu dieser Zeit ein großer Teil der Handelsgüter zwischen Norditalien und dem Oberrhein.
Das Kaufhaus wurde von der Freien Reichsstadt Konstanz errichtet. Ein Beschluss des Rates von 1387 setzte fest, dass „man ein hus machen sol, darinne man den Walhen von Mailan und anderen frömbden lüten ir gut inne besorge und behalt, und sol das nit abgan“ („Es soll ein Haus errichtet werden, in welchem die Güter der Welschen aus Mailand und anderer fremder Leute versorgt und aufbewahrt werden können, und es soll dauerhaft sein“). Der Bau unter Leitung des Meisters Arnold begann im März 1388 und dauerte bis 1391. Stockwerkweise wurde das Haus seiner Bestimmung als Warenlager übergeben. Im Erdgeschoss wurde Ware kurzzeitig gelagert, im Obergeschoss haltbare Ware gelagert und die Geschäfte betrieben.
Auf einem Fundament aus Hunderten von Eichenpfählen in den feuchten Seeboden errichtet, stand es direkt am damaligen Seeufer und war Teil der östlichen Stadtbefestigung (Stadtmauer). Es lag daher unweit der wichtigen Marktplätze auf der Marktstätte (südlich) und dem Fischmarkt (nördlich). Vor dem Bauwerk war in den See hinein eine flache Schiffslände aufgeschüttet. In den Erkern waren Kräne angebracht, mit denen man Waren direkt von den Schiffen oder der flachen Schiffslände in die oberen Stockwerke hievte. Die Ware kam von der Rheinmündung per Schiff über den See nach Konstanz.

### Konzil

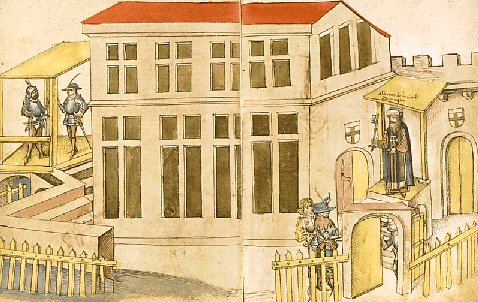
Das bewachte Kaufhaus während des Konklaves (Richental-Chronik, um 1420)

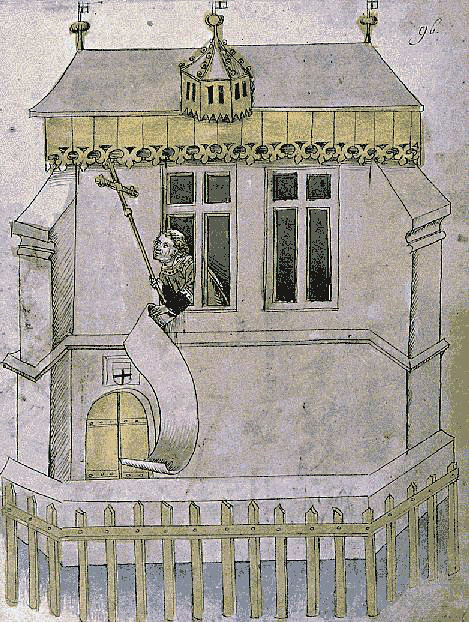
Verkündung des neu gewählten Papstes (Richental-Chronik, um 1420)

Im Jahr 1417, während des Konstanzer Konzils, fand hier die Wahl des neuen Papstes statt, die das Große Abendländische Schisma beenden sollte. Die großen Konzilssitzungen selber fanden im Konstanzer Münster statt. Das Kaufhaus war das größte Profangebäude der Stadt und konnte zudem „spionagesicher“ umgebaut werden. Die Angst war unter den Konzilsteilnehmern sehr groß, dass die Wahl in irgendeiner Weise angefochten werden und nicht gültig sein könnte. Daher wurden die Fenster bis auf einen schmalen Schlitz geschlossen; man zog einen Zaun um das Gebäude, zahlreiche Wachsoldaten machten es zum militärischen Sicherheitsbereich. Das Innere wurde in 56 Einzelzellen abgeteilt, wo alle Kardinäle sowie je sechs Vertreter der fünf teilnehmenden Nationen unterkamen. Das Konklave dauerte vom 8. bis 11. November 1417 und endete mit der Verkündung des Habemus papam: Oddo di Colonna war zum neuen und einzigen Papst Martin V. gewählt worden. Die Papstkrönung erfolgte auf einer Tribüne vor dem Konstanzer Münster.
Die Papstwahl war das einzige wichtige sakrale Ereignis in der Geschichte des Gebäudes. Es diente bis weit ins 19. Jahrhundert wieder als Handelshaus, auch Handelsmessen wurden hier abgehalten. Eine Inschrift an der Südseite des Konzils erinnert an die Beendigung des Schismas.

### Weitere Nutzungen
Weil der Stadt das Geld zur Erhaltung fehlte, zog 1836 die Zollbehörde in das Gebäude ein und ergänzte es durch einen eingeschossigen Anbau an der östlichen Seeseite, die sogenannte „Patronentasche“. Von 1839 bis 1842 wurden die heutigen Hafenanlagen errichtet, wodurch das Seeufer vom Kaufhaus wegrückte. Konstanz wurde 1863 an das Bahnnetz angeschlossen. Die Bahntrasse ging westlich direkt am Gebäude vorbei, und es wurde sogar ein Gleis durch das Erdgeschoss verlegt – dieses ist jedoch schon lange wieder entfernt. Das letzte Drittel des 19. Jahrhunderts war von Diskussionen um das zukünftige Schicksal des Gebäudes bestimmt. Mehrere neoklassizistische und neugotische Umgestaltungsentwürfe wurden geliefert, doch aus finanziellen Gründen nicht ausgeführt.
Vom Zoll wurde das Gebäude bis 1872 genutzt, danach bis 1910 als Markthalle. Ende des Ersten Weltkriegs diente das Konzilgebäude als Lazarett. In der „Patronentasche“ befinden sich die Konzil Gaststätten mit vorgelagerter und Dachterrasse.

### Umbauten und Renovierungen (20./21. Jh.)

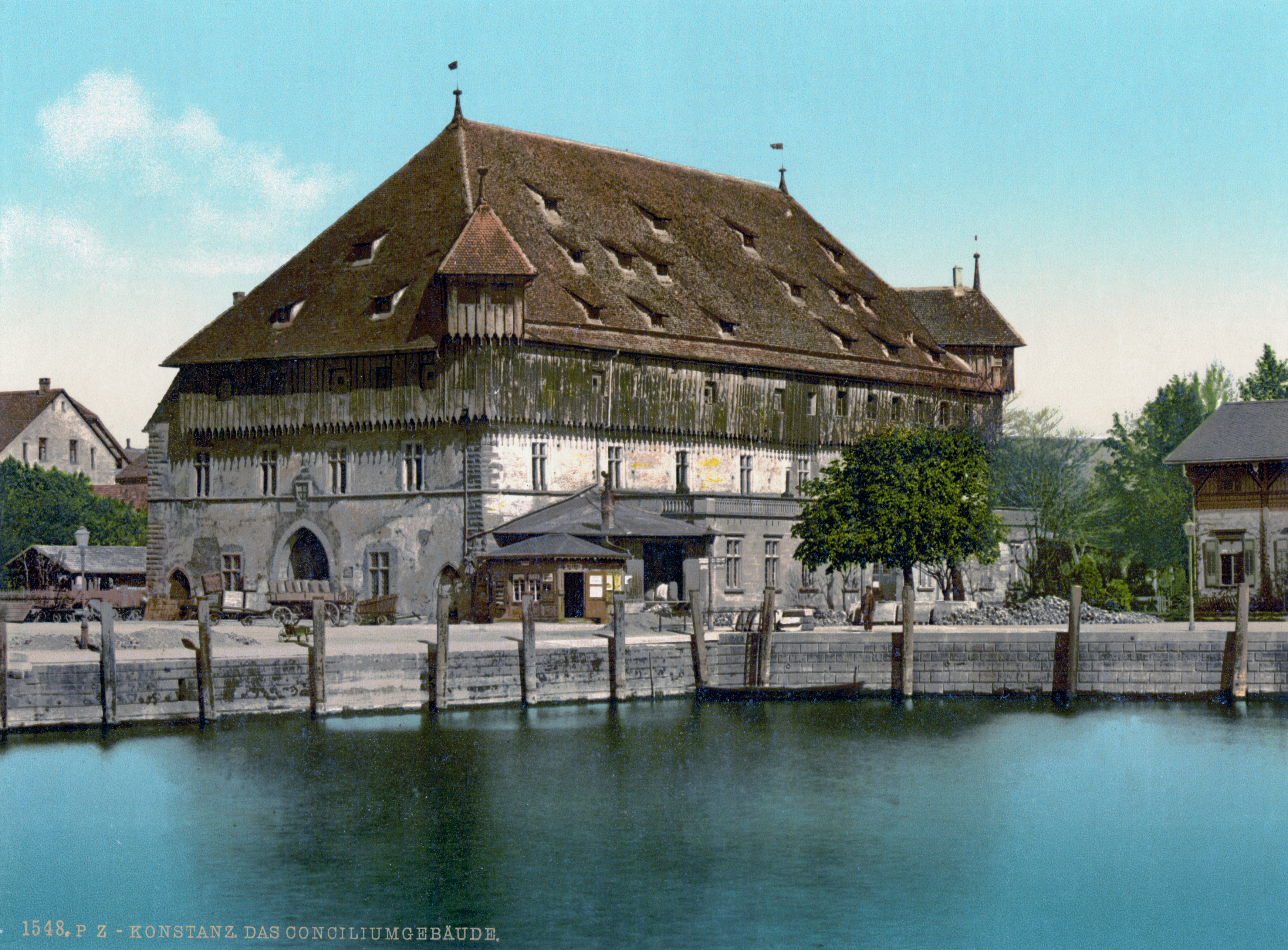
Konzilgebäude um 1900 vom Hafen gesehen (Südostseite). Zu sehen sind die vom Zoll genutzten Anbauten der 1830er Jahre.

1910 wurde der Umbau zum Restaurantbetrieb und Festsaal genehmigt, er dauerte bis 1911. Dabei entstanden ein Restaurant, ein Konzertsaal für rund 600 Personen, eine Gartenterrasse sowie ein großer Kongress- und Festsaal mit für die damalige Zeit modernen technischen Einrichtungen. Dabei wurde unter anderem die „Patronentasche“ abgerissen und ein neuer Gastraum errichtet sowie die Ostseite des Gebäudes um 22 Zentimeter aufgerichtet, da sie im Lauf der Jahrhunderte gegenüber der Westseite um gut einen halben Meter abgesackt war. Der Konstanzer Stadtbaumeister Paul Jordan gestaltete das Foyer und die Treppen. Am 14. Mai 1912 fand die Einweihung statt.
Eine erneute Renovierung folgte in den Jahren 1967 bis 1970. Dabei wurden die historische Bausubstanz gesichert, der gastronomische Bereich erneuert und technisch modernisiert, die elektrischen und sanitären Anlagen und Feuerschutzeinrichtungen erneuert und das Dach mit alten Ziegeln, aber neuen Latten neu eingedeckt. Am 15. März 1970 wurde das renovierte Gebäude wiedereröffnet. Das „Konzil“ wird heute neben dem Restaurantbetrieb für Kongresse, Konzerte, Fasnachtsveranstaltungen und private Feiern genutzt.
In den Jahren vor dem großen Konziljubiläum (2014–2018) wurde das Gebäude erneut umgebaut und modernisiert, von den zusätzlichen Lagerräumen und Toiletten im Untergeschoss (auch unter dem Vorplatz) bis zum Ausbau des Daches über dem Oberen Saal zum Speichersaal für öffentliche Veranstaltungen (bis 200 Personen).
Seit dem Sommersemester 2023 wird das Gebäude für Vorlesungen der Universität Konstanz genutzt, um den renovierungsbedingten Mangel an Vorlesungssälen auf dem Campus auszugleichen.

## Architektur

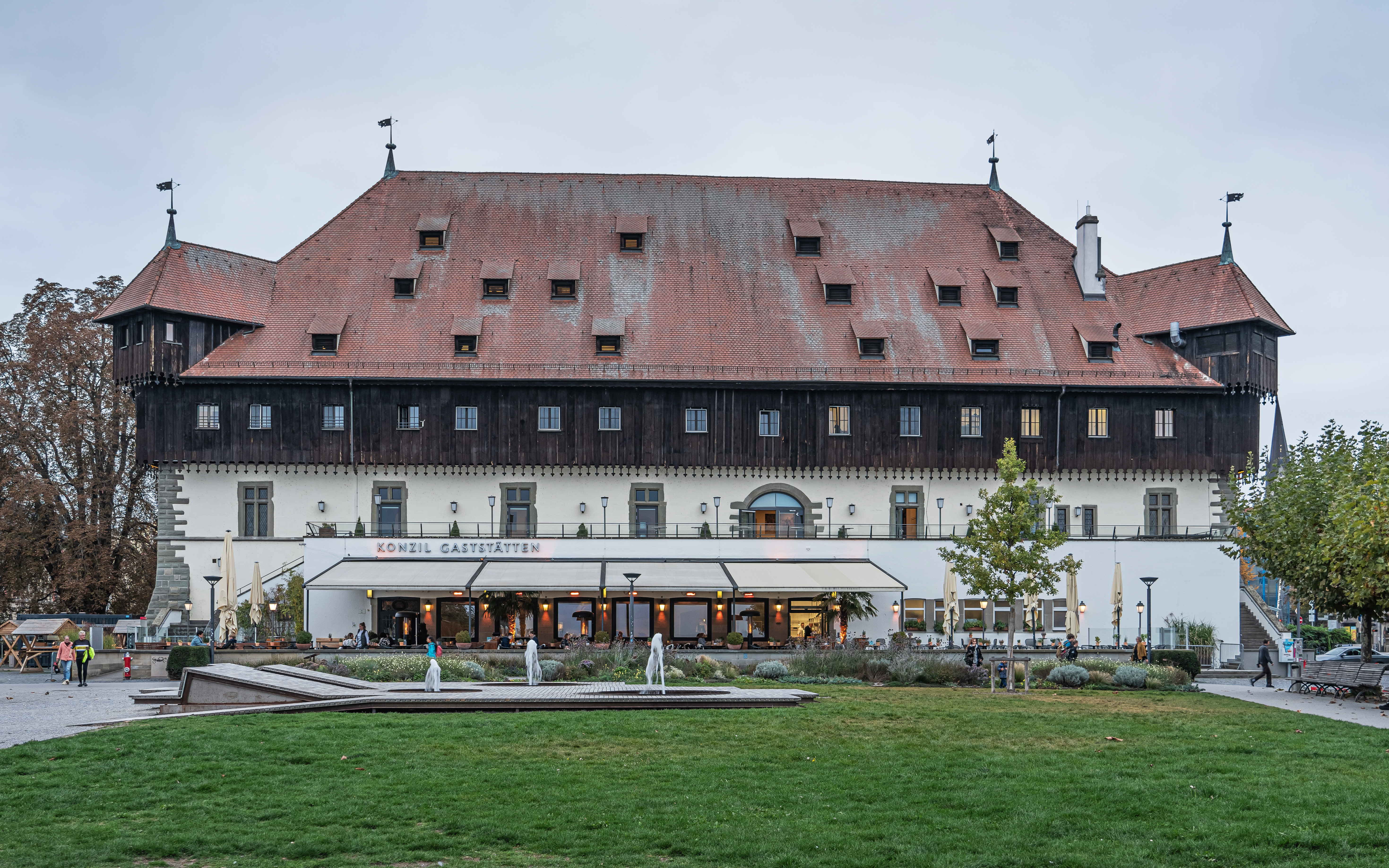
Hafenseite mit Restaurant

Das Kaufhaus oder Konzilgebäude steht auf einem aufgeschütteten Gelände am Bodenseeufer direkt am Hafen der Stadt Konstanz. Seine Grundfläche ist ein Rechteck von 23 Metern mal 50 Metern. Die drei Geschosse haben zusammen etwa 11 Meter Höhe. Darüber ruht das mächtige Walmdach mit einer Firsthöhe von 28 Metern. Während die Dachtraufe auf der Stadtseite bis über das erste Obergeschoss heruntergezogen ist, erscheint das Gebäude in den  drei anderen Fassaden dreigeschossig, wobei die Seeseite seitlich von markanten, schräg ausgestellten Dacherkern bekrönt wird. Ein ehemals dritter Dacherker in der Mitte fehlt heute. Zur Seeseite hin befinden sich eine Terrasse und ein flacher Anbau mit Dachterrasse von 1911, der als Gastraum des Restaurants dient. Die unteren zwei Geschosse sind in dreischiffige Hallen von je acht Achsen aufgeteilt. Je 14 mächtige hölzerne Ständer tragen die Deckenkonstruktion, wobei die Ständer im unteren Saal noch dicker sind als die im oberen.
Oberer und Unterer Saal sind mit historistischen Fresken geschmückt. Jene im Oberen Saal stammen von dem in München ansässigen Konstanzer Historienmaler Friedrich Pecht und seinem Kollegen Fritz Schwörer und entstanden zwischen 1869 und 1876. Dargestellt sind Szenen aus der Stadtgeschichte. Für den Unteren Saal stiftete der Kurzwarenfabrikant Hans Prym (Erbe der William Prym GmbH & Co. KG) 1913 zwei Kolossalgemälde, die der Karlsruher Kunstprofessor August Groh nach Art des Jugendstils ausführte. Das zur Seeseite hin befindliche Bild zeigt ein Lastschiff des Mittelalters, auf der Stadtseite ist eine mittelalterliche Tanzszene mit Musikanten dargestellt. In den Konzil Gaststätten schuf der Konstanzer Maler Sepp Biehler 1937 eine Reihe von Fresken, welche die Geschichte der Bodenseeschifffahrt darstellen.

## Bezeichnung des Gebäudes als Konzil
Die Bezeichnung geht zurück auf den Antiquitätenhändler Josef Kastell, der Erinnerungsstücke an die Papstwahl ab dem Jahr 1824 im Konziliumssaal ausstellte. Daraus entstand im 19. Jahrhundert die Bezeichnung „Conziliumsgebäude“. Heute wird das Bauwerk lokal einfach „Konzil“ genannt.